# Nîjni Sirohozî, Ucraina
Nîjni Sirohozî (în ucraineană Нижні Сірогози) este așezarea de tip urban de reședință a raionului Nîjni Sirohozî din regiunea Herson, Ucraina. În afara localității principale, nu cuprinde și alte sate.

## Demografie
Componența lingvistică a așezării de tip urban Nîjni Sirohozî
     Ucraineană (92,61%)
     Rusă (6,88%)
     Alte limbi (0,35%)
Conform recensământului din 2001, majoritatea populației așezării de tip urban Nîjni Sirohozî era vorbitoare de ucraineană (92,61%), existând în minoritate și vorbitori de rusă (6,88%).